# Sur 5ta. Sección
Sur 5ta. Sección är en ort i Mexiko.   Den ligger i kommunen Comalcalco och delstaten Tabasco, i den sydöstra delen av landet, 600 km öster om huvudstaden Mexico City. Sur 5ta. Sección ligger 15 meter över havet och antalet invånare är 825.
Terrängen runt Sur 5ta. Sección är mycket platt. Runt Sur 5ta. Sección är det ganska tätbefolkat, med 160 invånare per kvadratkilometer. Närmaste större samhälle är Comalcalco, 8,7 km norr om Sur 5ta. Sección. Trakten runt Sur 5ta. Sección består till största delen av jordbruksmark.